# لگالی بلاندها
لگالی بلاندها (انگلیسی: Legally Blondes) فیلمی در ژانر کمدی به کارگردانی سوج استیو هلند است که در سال ۲۰۰۹ منتشر شد.

## بازیگران
- بریتنی کرن
- بابی کامپو
- کلوئه بریجز
- ایمی هیل
- کریستف ساندرز
- کریستوفر کازینز
- کورتیس آرمسترانگ
- تانیا چیزم